# Matthijs Adriaan Bleiker
Matthijs Adriaan Bleiker (Rotterdam, 2 juni 1923 − aldaar, 7 september 2018) was een Nederlands arts, deskundige en bestuurder op het gebied van tuberculose.

## Biografie
Bleiker was een zoon van Matthijs Bleiker (1890-1970), hoofd van een openbare lagere school, en Anna van der Noordt (1892-1966). Hij trouwde in 1955 met Martha Helena van Boven (1928-2007) met wie hij enkele kinderen kreeg. In 1951 slaagde hij te Leiden voor het doctoraal examen geneeskunde. In 1953 slaagde hij te Rotterdam voor het artsexamen. In 1960 promoveerde hij te Groningen op Specifieke en a-specifieke tuberculinegevoeligheid bij de mens in Nederland met als promotor prof. dr. Jan Klaas Kraan (1909-1987), tuberculosedeskundige. Daarna trad hij in dienst van TNO, afdeling gezondheidskunde, waar hij zich met tuberculosebestrijding bezighield, zowel in Nederland als in het buitenland. Van 1969 tot 1980 was hij bestuurslid van de Koninklijke Nederlandse Centrale Vereniging tot Bestrijding der Tuberculose; van deze vereniging had hij in dat eerste jaar nog de Heimans van den Bergmedaille ontvangen voor zijn publicatie inzake tuberculose. Van 1981 tot 1988 was hij directeur van het KNCV Tuberculosefonds waarna hij met pensioen ging en opnieuw bestuurslid werd van die vereniging, van 1989 tot 2002.
In die tientallen jaren trad hij veelvuldig op in de media als tuberculosedeskundige, ook hier zowel inzake de bestrijding ervan in Nederland als in het buitenland, onder andere in ontwikkelingslanden. Voor zijn werk werd hij in 1984 benoemd tot Officier in de Orde van Oranje-Nassau.
Van 1968 tot 1984 werkte hij mee aan verscheidene drukken van het Leerboek der tuberculosebestrijding, waarvan de eerste druk in 1913 was verschenen.
Dr. M.A. Bleiker overleed in 2018 op 95-jarige leeftijd.